# Sebastià Serra i Bonilla
|  | Aquest article tracta sobre l'il·lustrador català. Vegeu-ne altres significats a «Sebastià Serra i Busquets». |

Sebastià Serra i Bonilla   (Vilanova i la Geltrú, 7 de febrer de 1966) és un il·lustrador català.
Nascut a Vilanova i la Geltrú, va estudiar Belles Arts a Barcelona, on es va especialitzar en disseny gràfic. Posteriorment aprengué a utilitzar l'ordinador com a eina per dibuixar. El 1997 començà a il·lustrar professionalment. Ha il·lustrat més d'una setantena de llibres infantils a Espanya, Itàlia, França, Taiwan, i Estats Units entre d'altres països.
Ha participat com a grafista en programes de televisió, en espectacles infantils i elaborat material didàctic per diversos museus, institucions culturals i editorials. Ha col·laborat també en revistes com: Cavall Fort, Tretzevents, El Tatano, Descobrir Cuina i Descobrir Catalunya.
Ha estat seleccionat en tres ocasions a la Mostra degli illustratori di libri per ragazzi de Bologna i també per la Society of Illustrators de New York, al Original Art: The Fine Art of Children's Books Illustration.
Ha participat en exposicions a The Museum of American illustration de Nova York, Chicago Art Institute, Northwestern University d'Illinois, Itabashi Art Museum de Tòquio, Society of Illustrators de Corea, International Illustrators Exchange de Praga i a la Fira del Llibre de Frankfurt. L'any 2017 fou seleccionat per representar la il·lustració catalana a la Fira del Llibre Infantil de Bolonya (Itàlia) a l'exposició Sharing a Future. També ha obtingut diversos premis com el Mercè Llimona, el Lola Anglada, el Premi de la Crítica Serra d'Or i en dues ocasions el Premi Junceda de l'Associació Professionals d'Il·lustradors de Catalunya.

## Obres[7]
Contes infantils (autor i il·lustrador)
- Sol, solet. Barcelona : Abadia de Montserrat, 2011
- Fantasia mega book. Zaragoza : Imaginarium, cop. 2011
- Bestiari salvatge d'estar per casa. Vilanova i la Geltrú : El Cep i la Nansa, 2016
- Una Història de formes. Barcelona : Combel, 2017
- El Regal d'aniversari. Barcelona : Abadia de Montserrat, 2017

Contes infantils (il·lustrador)
- Caigut del cel / text i il·lustracions: Marta Minella, Sebastià Serra. Vilanova i la Geltrú : Ajuntament. Departament de Cultura, 1997
- La Caleta dels gegants / Marta Minella ; il·lustracions de Sebastià Serra. Barcelona : Abadia de Montserrat, 1999
- Un Berenar de contes / Maite Mas Gallén ; il·lustracions de Sebastià Serra. Barcelona : La Magrana, 2000
- La Nit de Sant Joan / Xavier Carrasco ; il·lustracions de Sebastià Serra. Barcelona : La Galera, 2002
- Compta fins a cinc : conte indi / versió de Ramon Girona ; il·lustracions de Sebastià Serra. Barcelona : Abadia de Montserrat, 2003
- En Maginet tap de bassa / Bienve Moya ; il·lustracions de Sebastià Serra. Vilanova i la Geltrú : El Cep i la Nansa, 2004
- En Patufet / adaptació: Anna Grau ; il·lustracions de Sebastià Serra. Barcelona : Combel, 2004
- La Rínxols d'or i els tres óssos : conte popular europeu / guió de Núria Font ; il·lustracions de Sebastià Serra. 	Barcelona : Cruïlla, 2004
- 3 contes de Sant Jordi / Enric Gomà ; dibuixos: Sebastià Serra. [Barcelona] : Abadia de Montserrat, 2005
- La Bruixa Merenga / Maria Jesús Bolta ; dibuixos de Sebastià Serra. Alzira : Bromera, 2005
- L'Ós amic / Mario Rigoni Stern ; dibuixos de Sebastià Serra. Barcelona : Cruïlla, 2005
- Una Pintura als llençols / Mercè Canela ; dibuixos de Sebastià Serra. Barcelona : Cruïlla, 2005
- El Pájaro y el mar ; La opinión de los demás / Anna Molins Raich ; il·lustracions de Sebastià Serra. Barcelona : La Galera, 2005 (Text en xinès i castellà)
- Com més ho volia amagar, més a la vista era = Cuanto más lo quería esconder, más a la vista estaba ; Els dos miops = Los dos miopes / Anna Molins Raich ; il·lustracions de Sebastià Serra. Barcelona : La Galera, 2005
- Els follets sabaters / [germans Grimm] ; adaptació: Anna Grau ; il·lustracions de Sebastià Serra. Barcelona : Combel, 2005
- L'Ocell i el mar = El pájaro i el mar ; L'opinió dels altres = La opinión de los demás / Anna Molins Raich ; il·lustracions de Sebastià Serra. Barcelona : La Galera, 2005 (text català, castellà, xinés)
- Garbancito / ilustraciones: Sebastià Serra ; adaptación: Luz Orihuela. Barcelona : Combel, DL 2006
- L'Oncle Xesc i la neu / Ricardo Alcántara ; il·lustracions de Sebastià Serra. Barcelona : Combel, cop. 2006
- El Bibliol aprèn a la biblioteca / Ester Callao Mestre ; il·lustracions de Sebastià Serra. Sant Pere de Ribes : Ajuntament de Sant Pere de Ribes, 2007 (text català, castellà, xinés)
- If not for the calico cat / by Mary Blount Christian ; illustrated by Sebastià Serra. New York : Dutton Children's Books, cop. 2007
- El Llapis de la Rosalia / Antón Cortizas ; il·lustracions de Sebastià Serra. Barcelona : Animallibres, 2007
- L'Oncle Xesc i el jersei verd / Ricardo Alcántara ; il·lustracions de Sebastià Serra. Barcelona : Combel, 2007
- L'Oncle Xesc i la por / Ricardo Alcántara ; il·lustracions de Sebastià Serra. Barcelona : Combel, 2007
- The Dog who loved the moon / written by Cristina García ; illustrated by Sebastià Serra. New York : Atheneum Books for Young Readers, cop. 2008
- La Por / Mercè Maure ; il·lustracions de Sebastià Serra. Barcelona : Abadia de Montserrat, 2008
- He pujat a Montserrat! / Marta Minella ; il·lustracions de Sebastià Serra. Barcelona : Abadia de Montserrat, 2008
- A Pirate's night before Christmas / by Philip Yates ; illustrated by Sebastià Serra. New York [etc.] : Sterling, cop. 2008
- La Lluna, la pruna / conte d'Oriol Toro ; il·lustracions de Sebastià Serra. Barcelona : La Galera, 2009
- Quants anys feu, gegants?  / Marta Minella ; il·lustracions de Sebastià Serra. Vilanova i la Geltrú : El Cep i la Nansa, 2009
- La Capsa dels tresors / Jordi Cervera ; il·lustracions de Sebastià Serra. Barcelona : Combel, 2011
- The Runaway wok : a Chinese New Year tale / Ying Chang Compestine ; illustrated by Sebastià Serra. New York : Dutton Children's Books, cop. 2011
- Maldecaps al castell / Marta Minella ; il·lustracions de Sebastià Serra. Vilanova i la Geltrú : El Cep i la Nansa, 2012
- La Màgia dels colors / Ricardo Alcántara ; il·lustracions de Sebastià Serra. Vilanova i la Geltrú : El Cep i la Nansa, 2012
- Diables! / Susana Peix ; il·lustracions de Sebastià Serra. Vilanova i la Geltrú : El Cep i la Nansa, 2014
- Dracs! / Susana Peix ; il·lustracions de Sebastià Serra. Vilanova i la Geltrú : El Cep i la Nansa, 2015
- El Secret d'en Bec Llarg / Maria Rosa Nogué ; il·lustracions de Sebastià Serra. Vilanova i la Geltrú : El Cep i la Nansa, 2015
- Don Quixot / Miguel de Cervantes ; versión de Josep Antoni Fluixà ; il·lustracions de Sebastià Serra. Barcelona : Animallibres, 2016
- Gegants! / Susana Peix ; il·lustracions de Sebastià Serra. Vilanova i la Geltrú : El Cep i la Nansa, 2016
- Qui m'ha robat les plomes? / Gemma Lienas ; il·lustracions de Sebastià Serra. Barcelona : Animallibres, 2016
- Vet aquí... una llegenda de Sant Jordi / Joan Portell ; il·lustracions de Sebastià Serra. Algemesí : Andana, 2016
- Capgrossos! / Susana Peix ; il·lustracions de Sebastià Serra. Vilanova i la Geltrú : El Cep i la Nansa, 2017
- Mulasses! / Susana Peix ; il·lustracions de Sebastià Serra. Vilanova i la Geltrú : El Cep i la Nansa, 2017
- Inky's great escape : the incredible (and mostly true) story of an octopus escape / by Casey Lyall ; illustrated by Sebastià Serra. New York [etc.] : Sterling, cop. 2017
- L'Interrogant gegant / Eulàlia Canal ; il·lustracions de Sebastià Serra. Barcelona : Animallibres, 2017
- A qui li agrada anar amb barret? / Bel Olid, Sebastià Serra. Barcelona : Combel, 2018
- Bastoners! / Susana Peix ; il·lustracions de Sebastià Serra. Vilanova i la Geltrú : El Cep i la Nansa, 2018
- Cercolets! / Susana Peix ; il·lustracions de Sebastià Serra. Vilanova i la Geltrú : El Cep i la Nansa, 2019
- L'Examen de conduir / Mercè Canals ; il·lustracions de Sebastià Serra. Barcelona : Baula, 2019
- Per fi, Nadal / Lola Casas ; il·lustracions de Sebastià Serra. Vilanova i la Geltrú : El Cep i la Nansa Edicions, 2019
- Jo et llegeixo i tu m'expliques : 28 contes per iniciar-te en la lectura i 28 contes per adormir-te mentre te'ls llegeixen / Jesús Ballaz ; il·lustracions de Sebastià Serra. Barcelona : Animallibres, 2019
- The Piñata that the farm maiden hung / Samantha R. Vamos ; illustrated by Sebastià Serra. Watertown : Charlesbridge, [2019]

Poesia infantil
- Arriba fins als peus el cos que sempre et veus / Carmen Gil ; il·lustracions Sebastià Serra. Barcelona : Animallibres, 2015

No ficció infantil
- Què és? Què hi veus? : endevinalles, jocs verbals, enigmes visuals i jocs d'observació. Ramon Besora ; dibuixos: Sebastià Serra. Barcelona : Estrella Polar, 2009
- La Volta al món en 180 endevinalles. [texts: Equip editorial Cercle de Lectors] ; dibuixos: Sebastià Serra. Barcelona : Cercle de Lectors ; Zaragoza : Imaginarium, cop. 2011
- Roger de Taizé. Bernat Soler ; dibuixos: Sebastià Serra. Barcelona : Abadia de Montserrat, 2012
- Francesc d'Assís. Enric Benavent ; dibuixos: Sebastià Serra. Barcelona : Abadia de Montserrat, 2012
- Tutankamon. Núria Castellano ; dibuixos: Sebastià Serra. Barcelona : Parramón, 2012
- 100 grans invents de tots els temps. Barcelona : Cercle de Lectors ; Saragossa : Imaginarium, cop. 2013
- Benet de Núrsia/ Bernabé Dalmau ; dibuixos: Sebastià Serra. Barcelona : Abadia de Montserrat, 2013
- Pere Casaldàliga/ Abat Josep M. Soler ; dibuixos: Sebastià Serra. Barcelona : Abadia de Montserrat, 2013
- Teresa de Calcuta/ Laia de Ahumada ; dibuixos: Sebastià Serra. Barcelona : Abadia de Montserrat, 2013